# Erwin Milzkott

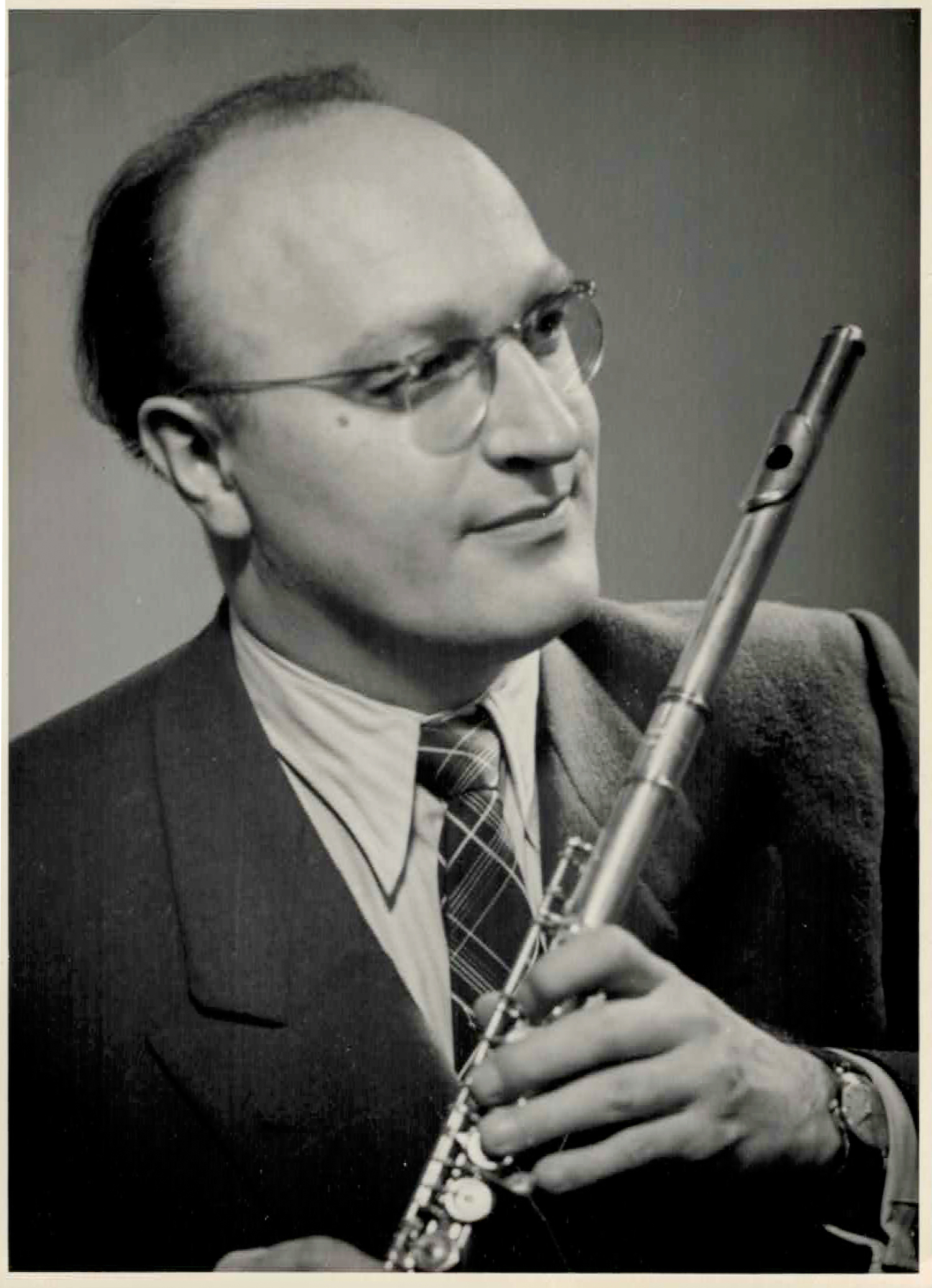
Erwin Milzkott, um 1954

Erwin Milzkott (* 1. Juni 1913 in Hagen (Westfalen); † 2. Juli 1986 in Berlin) war ein deutscher Musiker.

## Leben
Erwin Milzkott wuchs in der Kaufmannsfamilie von Wilhelm und Elise Milzkott in Hagen mit seiner Schwester Grete auf. Er galt als musikalisches Wunderkind, spielte 1925 Beethovens Klavierkonzert Nr 1 mit dem Hagener Symphonie-Orchester.
Von 1930 bis 1934 absolvierte er ein Studium der Flöte, Klavier und Cembalo an der Hochschule für Musik in Köln. Erste Orchesterengagements hatte er in Bremen, Hannover und Lübeck. 1936–1938 war er Soloflötist am Gewandhausorchester in Leipzig.
Zwischen 1938 und 1942 war er Mitglied der Berliner Philharmoniker und unternahm Konzertreisen nach Paris, Madrid und Lissabon. Wegen seiner Weigerung, dem Musikkorps der SS beizutreten, wurde er 1942 zu Pioniereinheiten an die Ostfront entsandt. 1945–1948 spielte er wieder bei den Berliner Philharmonikern unter Sergiu Celibidache. Ab 1949 hatte er ein Engagement beim Berliner Rundfunk-Sinfonie-Orchester als Soloflötist. 1950 gründete er das Bläserquintett des Berliner Rundfunks. 1950 wurde er zum Kammervirtuosen ernannt. 1950 trat er die erste Professur für Flöte an der neu gegründeten Deutschen Hochschule für Musik in Ost-Berlin an. Unter seinen Schülern war Eberhard Grünenthal, der später Professor für Flöte in Rostock wurde. An der Deutschen Hochschule für Musik hatte seine Schwester Grete Herwig, geb. Milzkott, ebenfalls seit 1950 die Professur für Klavier.
Als Solist musizierte er unter Dirigenten wie Hermann Abendroth, den er während des Studiums in Köln kennengelernt hatte, Sergiu Celibidache, Franz Konwitschny, Helmut Koch, Antal Doráti und Robert Stolz. Als Begleiter arbeitete er mit dem Geiger Max Michailow und dem Cellisten Paul Tortelier sowie den Sängern Dietrich Fischer-Dieskau, Anny Schlemm und Anna Moffo.

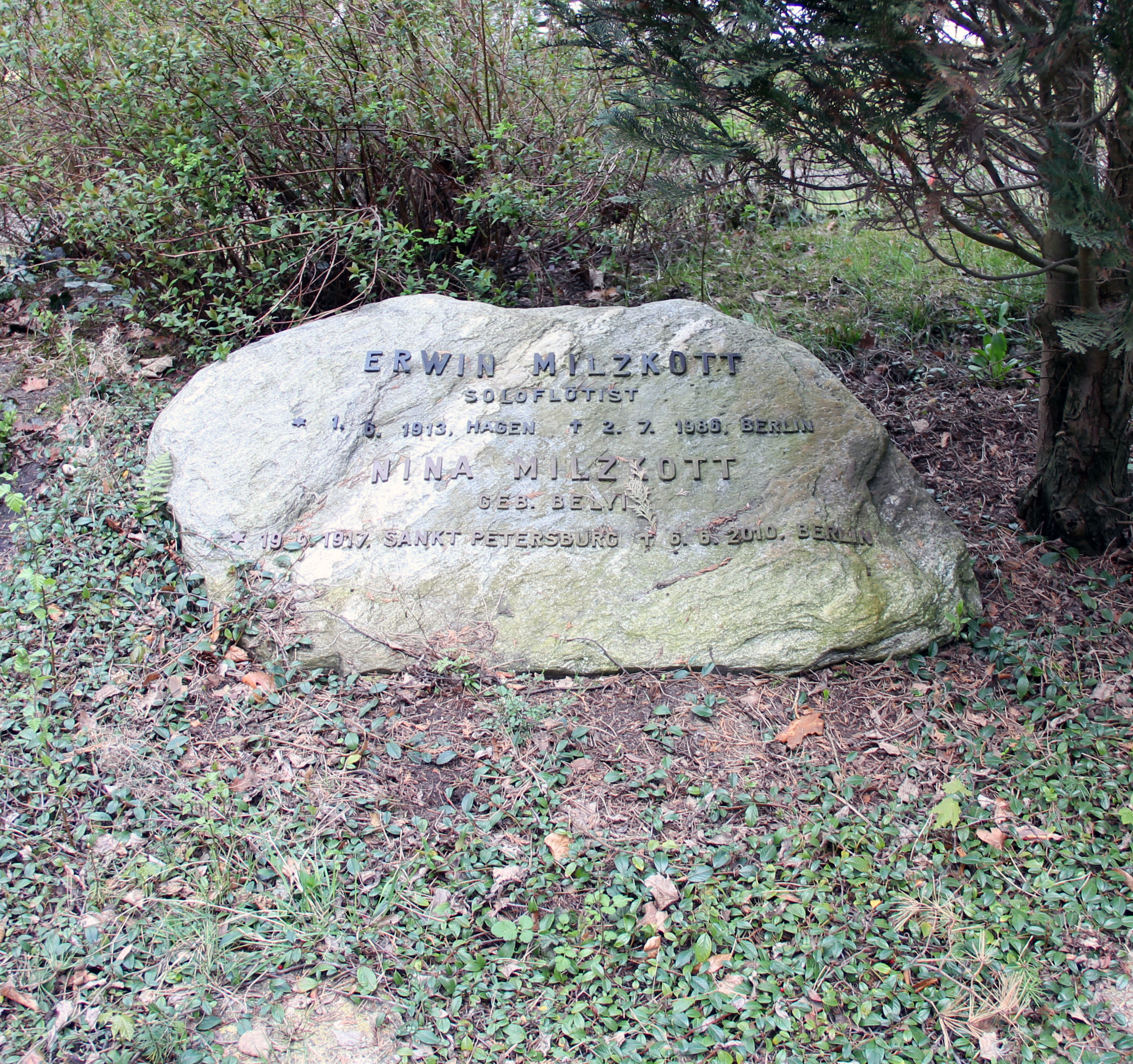
Grab von Erwin Milzkott auf dem Friedhof Heerstraße in Berlin-Westend

Der Bau der Berliner Mauer im August 1961 beendete für den in West-Berlin lebenden Musiker abrupt die Tätigkeiten als Orchester- und Kammermusiker sowie als Hochschullehrer in Ost-Berlin. Erwin Milzkott unterrichtete bis 1980 privat Flötisten und Saxofonisten auch aus dem Jazz-Bereich.
Erwin Milzkott starb am 2. Juli 1986 im Alter von 73 Jahren in Berlin. Sein Grab befindet sich auf dem landeseigenen Friedhof Heerstraße in Berlin-Westend (Grablage: 18-A-G).

## Aufnahmen
Ende der 1960er Jahre spielte er mit Antal Doráti das Cembalo-Continuo bei der Gesamtaufnahme der 101 Haydn-Symphonien in Marl für Decca. Zu den heute noch von Rundfunksendern gespielten Aufnahmen von Erwin Milzkott zählen das Konzert für Flöte und Orchester D-Dur von Wolfgang Amadeus Mozart, KV 136 aus dem Jahre 1958, von Johann Sebastian Bach das Konzert für Flöte, Violine, Cembalo und Streicher a-moll BWV 1044 (Tripelkonzert), von Georg Philipp Telemann das Tripelkonzert für Flöte, Oboe d'amore, Viola d’amore, Streicher und Basso continuo E-Dur, die Einspielung von Georg Friedrich Händels Messias in deutscher Sprache unter Helmut Koch, bei der Erwin Milzkott das Continuo spielte.
Aufnahmen von Erwin Milzkott mit für ihn geschriebenen Werken zeitgenössischer Komponisten wie Max Butting, Fidelio F. Finke und Rudolf Wagner-Régeny finden sich auf Editionen des Deutschen Musikrats.